# Oettingen-Spielberg

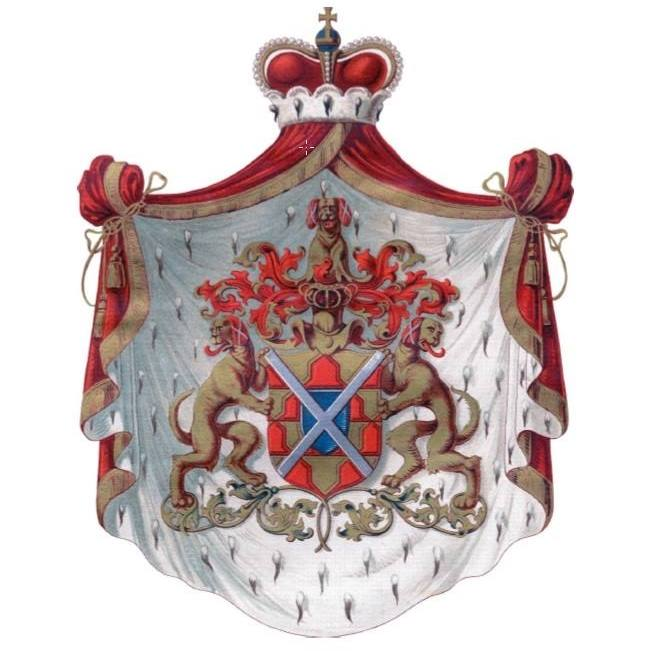
Wappen des Fürstlichen Hauses Oettingen-Spielberg

Oettingen-Spielberg ist eine Linie des schwäbisch-fränkischen Adelshauses Oettingen.

## Geschichte
Die Linie Oettingen-Spielberg entstand durch die Teilung der Linie Oettingen-Alt-Wallerstein im Jahre 1602. Unter Franz Albrecht I. wurde das Haus Oettingen-Spielberg 1734 durch Kaiser Karl VI. in den Reichsfürstenstand erhoben. Nach dem Aussterben der evangelischen Linie Oettingen-Oettingen im Jahr 1731 erhielt sie ein Drittel von deren Besitzungen.
Durch die Mediatisierung im Jahr 1808 kam das Fürstentum Oettingen-Spielberg an die bayerische Krone. Ab 1855 bis zum Ende des Königreich Bayerns 1918 übten die Fürsten zu Oettingen-Spielberg auch das Kronamt des bayerischen Kronobersthofmeisters aus, welches nach der bayerischen Verfassung von 1808 als Mannlehen entweder auf Lebenszeit oder als erbliches Lehen verliehen wird.

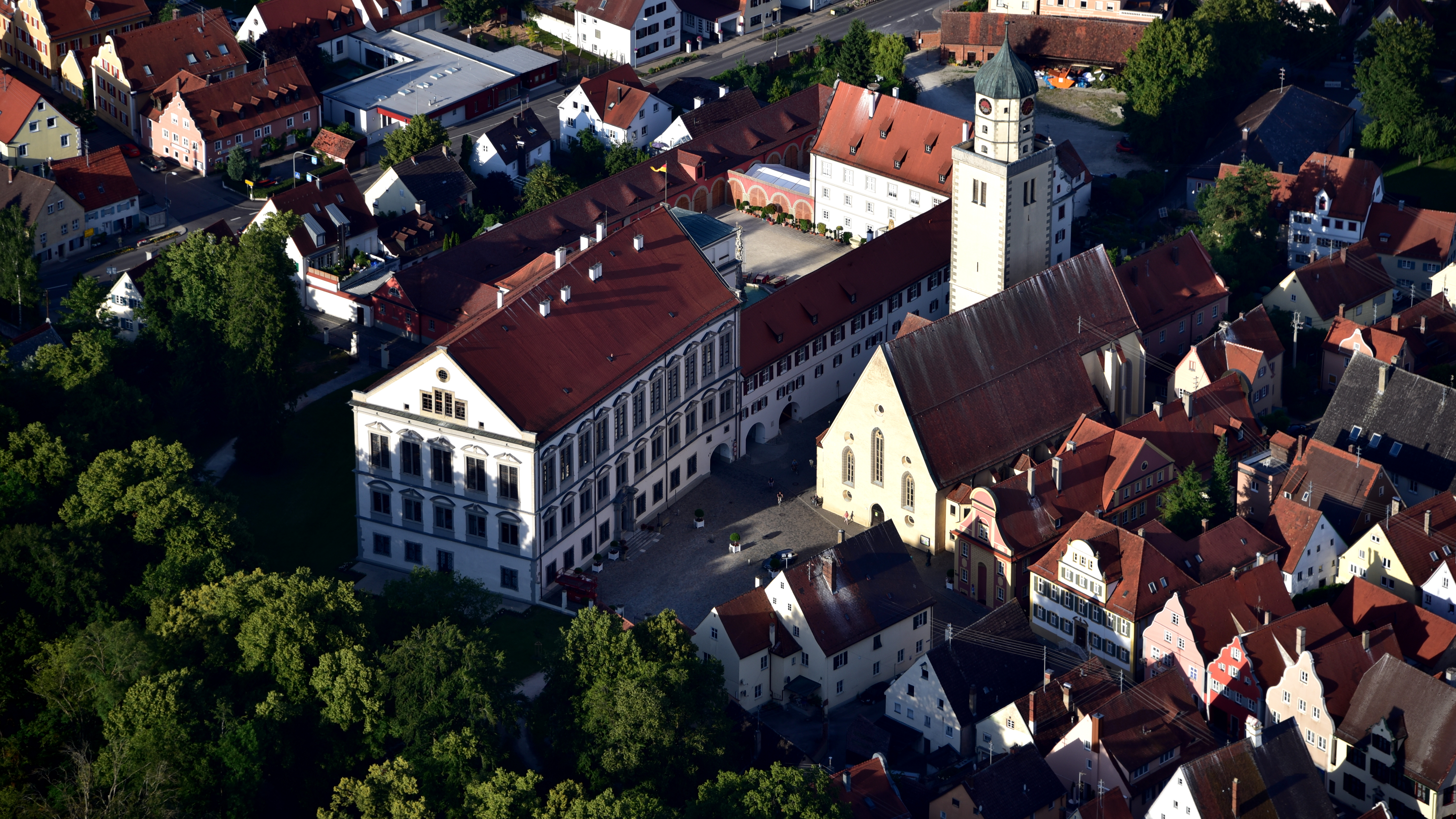
Stammsitz ist das Residenzschloss Oettingen

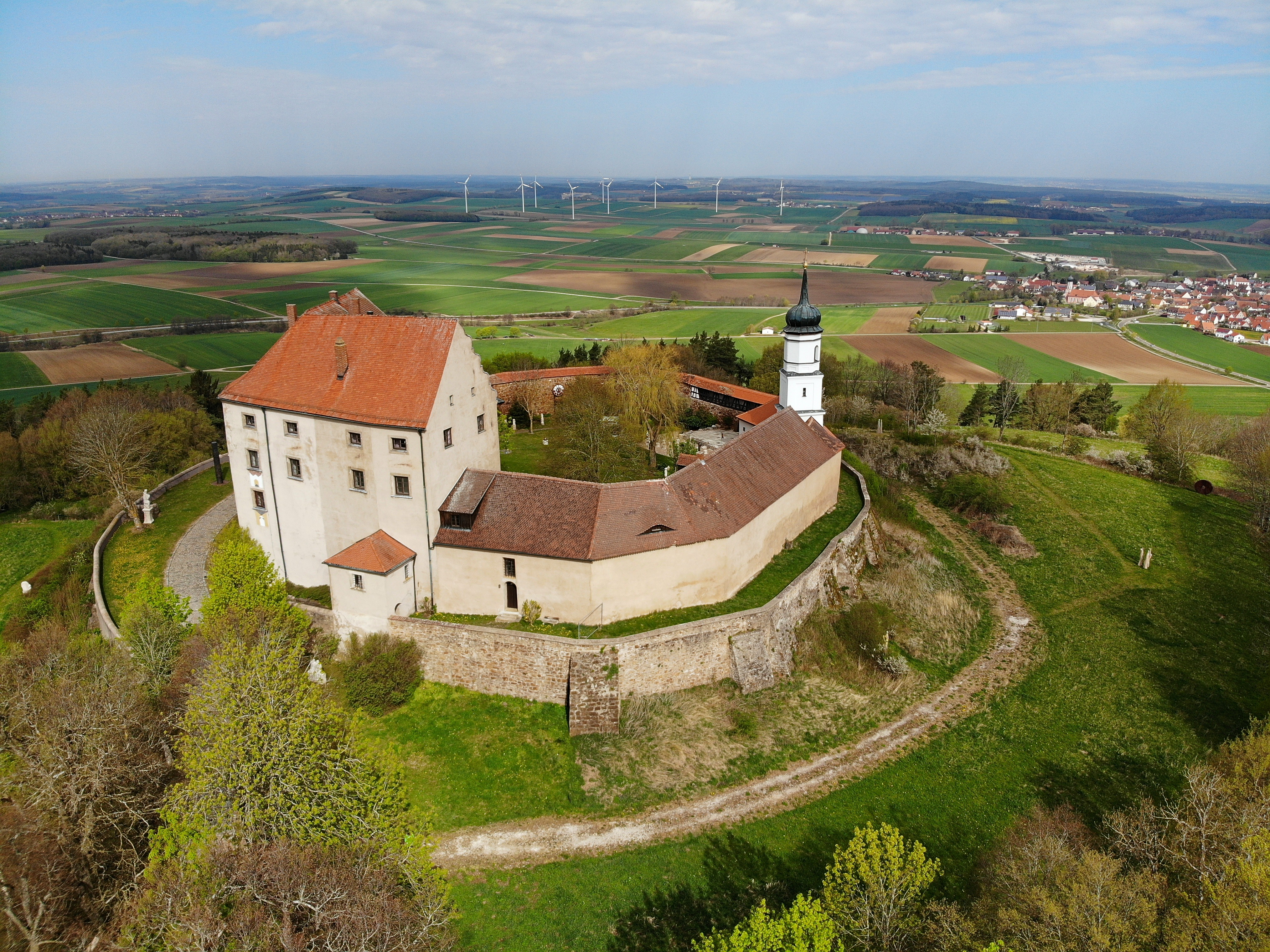
Burg Spielberg

Oettingen-Spielberg ist neben der Linie Oettingen-Wallerstein der einzige noch heute bestehende Zweig des Adelsgeschlechts derer von Oettingen. Das Residenzschloss Oettingen ist der Sitz des fürstlichen Hauses Oettingen-Spielberg.

## Grafen zu Oettingen-Spielberg (1602–1734)
Wilhelm III. (1570–1600)
- Johann Albrecht (1591–1632)
  - Johann Franz (1631–1665)
    - Johann Wilhelm (1655–1685)
    - Franz Albrecht I. (1663–1737), 1. Reichsfürst zu Oettingen-Oettingen und Oettingen-Spielberg ab 1734

Quelle:

## Fürsten zu Oettingen-Spielberg
Franz Albrecht I. (1663–1737), 1. Reichsfürst
- Johann Aloys I. (1707–1780), 2. Reichsfürst
- Anton Ernst (1712–1768), 3. Reichsfürst
  - Johann Aloys II. (1780–1797), 4. Fürst
    - Johann Aloys III. (1788–1855), 5. Fürst, resigniert 1843
      - Otto Karl (1815–1882), 6. Fürst, bayerischer Kronobersthofmeister
        - Franz Albrecht II. (1847–1916), 7. Fürst, bayerischer Kronobersthofmeister
        - Emil (1850–1919), 8. Fürst, bayerischer Kronobersthofmeister

Quelle:

## Weitere Familienmitglieder
- Maria Anna zu Oettingen-Spielberg (1693–1729), Tochter von Franz Albrecht I., durch Heirat Fürstin von Liechtenstein
- Eleonore zu Oettingen-Spielberg (1745–1812), Tochter von Johann Aloys I., durch Heirat Mitglied des Hauses Liechtenstein

## Chefs des Hauses Oettingen-Spielberg (nach 1918)
Otto (1879–1952)
- Alois Philipp (1920–1975)
  - Albrecht Ernst (* 1951)